# Нагорный район (Кабардино-Балкария)
Нагорный район (кабард.-черк. Нагорнэ куей, карач.-балк. Нагорна район) — административный район в составе Кабардино-Балкарской АССР.
Административный центр района менялся несколько раз.

## География
Нагорный район первоначально располагался в предгорной и горной зонах, в западной части республики. После разукрупнения Нагорного района в 1937 году, в составе района была оставлена его южная, более гористая часть.
Площадь района после разукрупнения составляла 1 907,8 км².

## История
Нагорный округ был образован 23 февраля 1924 года, в результате разукрупнения Баксанского округа. В состав новообразованного округа были переданы селения — Малка, Залукокоаже, Зольское, Каменномостское, Сармаково, Хабаз, Хасаут, Псынадаха, Малкинский конезавод, Баптисткие хутора (поселение ссыльных баптистов, ныне в черте села Зольское), а также районы Зольских и Нагорных пастбищ. Административным районом округа являлся город Пятигорск, который в состав округа не входил.
На 12 августа 1926 года в состав района входили сельсоветы: 
- Малкинский,
- Залукокоажский,
- Залукодесский,
- Зольский,
- Сармаковский,
- Шордаковский,
- Светловодский,
- Псынодахский,
- Брунентальский,
- Каменномостский,
- Хабазский[2].

В 1931 году Нагорный округ был преобразован в Нагорный район.
В 1937 году Нагорный район разукрупнён, и из его состава выделен Малкинский район, а административный центр перенесён из города Пятигорска в село Каменномостское
В 1944 году административный центр района перенесён в село Сармаково.
Нагорный район упразднён постановлением Президиума Верховного Совета Кабардинской АССР от 18 сентября 1956 года и указом Президиума Верховного Совета РСФСР от 2 ноября 1956 года. Его территория передана в состав Зольского района.

## Административное деление
К 1938 году в состав Нагорного района входили:
| № | Сельсоветы                  | Населённые пункты              |
| 1 | Каменномостовский сельсовет | село Каменномостское           |
| 3 | Кичмалкинский сельсовет     | село Кичмалка                  |
| 3 | Сармаковский сельсовет      | село Сармаково, село Совхозное |
| 4 | Хабазский сельсовет         | село Хабаз                     |

## Население
По переписи 1939 года, в районе проживало 12 955 человек. Из них:
| Народ      | Численность | Доля   |
| кабардинцы | 10 414      | 80,4 % |
| балкарцы   | 1 289       | 9,9 %  |
| русские    | 925         | 7,2 %  |
| украинцы   | 133         | 1,0 %  |
| другие     | 194         | 1,5 %  |
| всего      | 12 955      | 100 %  |